# NGC 7739
NGC 7739 (również PGC 72272) – galaktyka eliptyczna (E2), znajdująca się w gwiazdozbiorze Ryb. Odkrył ją Gaspare Ferrari w 1865 roku.